# ATP Challenger Singapur-2
Der ATP Challenger Singapur (offiziell: Singapur Challenger) war ein Tennisturnier, das von 1988 bis 2001 jährlich bis auf das 1996 in Singapur, stattfand. Es gehörte zur ATP Challenger Tour und wurde im Freien auf Rasen gespielt. Andrei Tscherkassow konnte im Einzel als einziger Spieler zweimal gewinnen.

## Liste der Sieger

### Einzel
| Jahr | Sieger               | Finalgegner          | Ergebnis          |
| ---- | -------------------- | -------------------- | ----------------- |
| 2001 | Ota Fukárek          | Federico Luzzi       | 7:65, 6:3         |
| 2000 | Todd Woodbridge      | Arvind Parmar        | 6:3, 6:3          |
| 1999 | Mosè Navarra         | Alberto Martín       | 6:2, 6:2          |
| 1998 | Fernando Vicente     | Juan Antonio Marín   | 6:4, 6:4          |
| 1997 | Andrei Tschesnokow   | Johan van Herck      | 3:6, 7:6, 6:2     |
| 1996 | nicht ausgetragen    | nicht ausgetragen    | nicht ausgetragen |
| 1995 | Andrei Tscherkassow  | Yasufumi Yamamoto    | 6:1, 6:3          |
| 1994 | Tommy Ho             | Chris Wilkinson      | 6:3, 6:4          |
| 1993 | Christo van Rensburg | Jonathan Canter      | 6:2, 5:7, 6:2     |
| 1992 | Lionel Roux          | Todd Nelson          | 6:2, 6:0          |
| 1991 | Mark Woodforde       | Christo van Rensburg | 6:1, 6:4          |
| 1990 | Boris Laustroer      | Sander Groen         | 7:6, 6:4          |
| 1989 | Russell Barlow       | Neil Borwick         | 7:6, 4:6, 6:3     |
| 1988 | Steve Guy            | Paul Chamberlin      | 4:6, 7:6, 7:6     |

### Doppel
| Jahr | Sieger                            | Finalgegner                       | Ergebnis          |
| ---- | --------------------------------- | --------------------------------- | ----------------- |
| 2001 | Tim Crichton Ashley Fisher        | Brandon Hawk Kyle Spencer         | 3:6, 6:3, 6:4     |
| 2000 | Neville Godwin Michael Hill       | Paul Hanley Nathan Healey         | 6:4, 6:1          |
| 1999 | Jeff Coetzee Damien Roberts       | Oleg Ogorodov Eyal Ran            | 7:5, 6:3          |
| 1998 | Jim Thomas Laurence Tieleman      | Jamie Holmes Andrew Painter       | 6:3, 3:6, 7:6     |
| 1997 | Mahesh Bhupathi Leander Paes      | Michael Joyce Scott Melville      | 6:4, 4:6, 7:6     |
| 1996 | nicht ausgetragen                 | nicht ausgetragen                 | nicht ausgetragen |
| 1995 | Chris Wilkinson Martin Zumpft     | Nicola Bruno Mosè Navarra         | 4:6, 6:1, 6:4     |
| 1994 | Brian Devening Sander Groen       | Leonardo Lavalle Danilo Marcelino | 6:2, 7:6          |
| 1993 | Jeremy Bates Christo van Rensburg | Sander Groen Grant Stafford       | 6:3, 6:4          |
| 1992 | Martin Blackman Laurence Tieleman | Patrick Baur Sander Groen         | 6:4, 1:6, 7:6     |
| 1991 | Mike Briggs Trevor Kronemann      | David Adams Scott Patridge        | 6:3, 6:4          |
| 1990 | Steve Guy John Letts              | Mark Keil Kent Kinnear            | 6:1, 7:5          |
| 1989 | Andrew Castle Broderick Dyke      | Steve DeVries Paul Wekesa         | 7:6, 6:3          |
| 1988 | Tim Pawsat Brad Pearce            | Zeeshan Ali Mark Ferreira         | 3:6, 6:4, 6:3     |